# アンナ・フセヴォロドヴナ (トゥーロフ公妃)
アンナ・フセヴォロドヴナ（ロシア語: Анна Всеволодовна）は、グロドノ公フセヴォロドコの娘である。母はキエフ大公ウラジーミル・モノマフの娘アガフィヤ。
1144年、ピンスク公（後にトゥーロフ公）ユーリーと結婚した。事績はほぼ不明であるが、1190年の、自身の末子ヤロポルクの結婚式に関する記述の中に言及されており、この年にまだ存命であったことが判明している。

## 子女
- イヴァン - トゥーロフ公。
- スヴャトポルク - ピンスク公（1168年 - ?）、トゥーロフ公（1170年以降 - ?）。
- ヤロスラフ - クレツク公（1168年 - ?）、ピンスク公（1183年）。
- グレプ（ミハイル） - ドゥブロヴィツァ公（1168年 - 1190年）、トゥーロフ公（1190年 - 1195年）。
- ヤロポルク - グロドノ公（1168年 - ?）、ピンスク公（1190年）。
- アンナ - キエフ大公リューリク2世と結婚[2]。
- マルフリダ - ルーツク公フセヴォロドと結婚。